# Харківський губернський об'єднаний ВРК

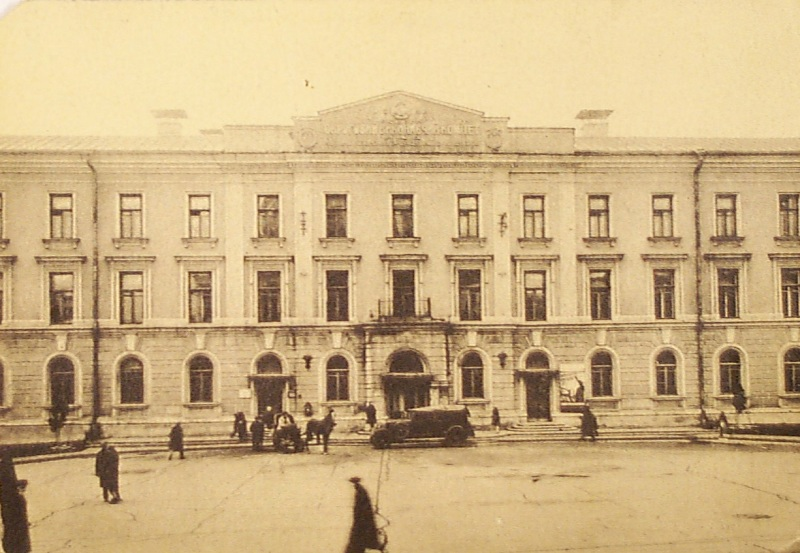
На першому поверсі присутніх місць в Харкові розташовувався губернський ВРК.

Харківський губернський об'єднаний ВРК - тимчасовий вищий військовий та цивільний орган влади у місті Харкові та Харківській губернії.

## Історія
26 жовтня 1917 року у Харкові пройшли наради партійних комітетів соціалістичних партій, на якому обговорювалося питання створення нової революційної влади. Першими на зборах виступили представники РСДРП(б), які запропонували потримати виступ проти Тимчасового уряду:
"але не допускати захоплення влади меншістю або окремими організаціями."
Відповідно до рішень прийнятих на нараді на засіданні Виконавчого комітету Ради робітничих солдатських та селянських депутатів та Обласного комітету Донецько-Криворізької області було винесено резолюцію про перехід влади у місті та губернії до Харківського губернського ВРК. 27 жовтня в "Страйковому листі" було опубліковано оголошення "Бюро військово-революційного комітету" в якому повідомлялося:
"Оголошується громадянам міста Харкова та Харківської губернії що військова та цивільна влада у місті Харкові та Харківській губернії за постановою об'єднаних революційних організацій, що відбулася 26 жовтня цього року, перейшла до Військово-революційного комітету, виконавчим органом якого є Виконавче бюро з дев'яти осіб."
До складу Виконавчого бюро увійшли:
- голова Северо-Одоєвський О. С. - від УПСР.[2]
- Гуревич (Бер)  Б. П.
- Козієнко І. З.
- Мартьянов Я. В.
- Оршин-Качинський В. М.
- Петренко Н. Т -. від УСДРП
- Сокольський В. В.
- Сєргєєв (Артем) Ф. А. - від РСДРП(б)
- Чєрнєвський В. И.

27 жовтня Харківський губернський об'єднаний ВРК висунули на посаду губернського комісара есера-максималіста Попова М. М., який цього ж дня вступив на посаду, помічником комісара було обрано Сергія Тимошенко. Попов Н. М. не був визнаний губернським комісаром з боку Тимчасового уряду. 28 жовтня у "Страйковому листі" Виконавчий комітет Харківського губернського ВРК випустив звернення до жителів міста Харкова, в якому говорилося:
"Харківський об'єднаний військово-революційний комітет, представляє волю Центральної Української Ради..."
1 листопада 1917 року Попов М. М. був затверджений Українською Центральною Радою Харківським губернським комісаром, його помічниками було призначено Тимошенко С. П., Гончаров І. Я. Цього ж дня Харківський губернський ВРК за підписом члена ВРК Чернявського та секретаря Міжлаука розіслав телеграму у всі повіти волості та населені пункти губернії, в якому повідомлялося, що Попов Н. Н. був затверджений УЦР на посаду губернського комісара, і закликав усі місцеві органи самоуправління не виконувати розпоряджень губернського комісара Тимчасового уряду.
1 листопада на засіданні Харківської міської думи обговорювалося питання діяльності губернського комісара від УЦР Попова Н. Н. та губернського комісара від Тимчасового уряду Кузнєцова М. С. На засіданні думи була прийнята резолюція меншовика Гуревича більшістю 30 проти 20: "у запобіганні громадянській війні уу Харкові пропонує С. М. Кузнєцову припинити свою діяльність”. У цій же революції йшлося, що Харківська міська дума "діє в контакті" з Харківським губернським ВРК.
7 листопада Харківський губернський ВРК видав наказ про призначення прапорщика Чеботарьова начальником харківського гарнізону та командувачем 4-ї запасний бригадою.

## Офіційна преса
Офіційною газетою губернського комісара була "Нова Громада"